# Marcellus Coffermans

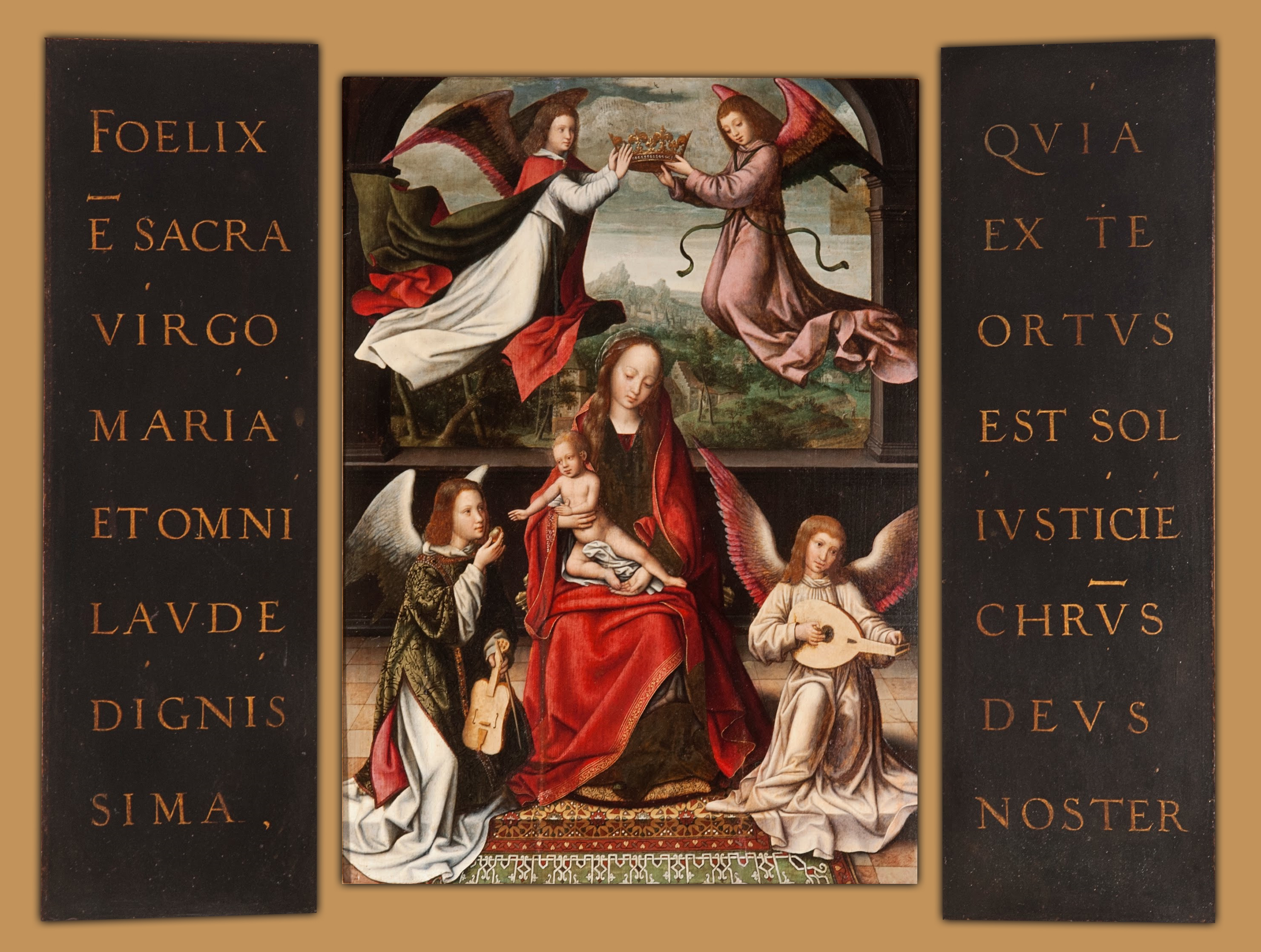
Triptychon der Krönung der Jungfrau Maria, Öl auf Holz, Drittes Viertel des 16. Jahrhunderts, Museo Arqueológico Nacional de España

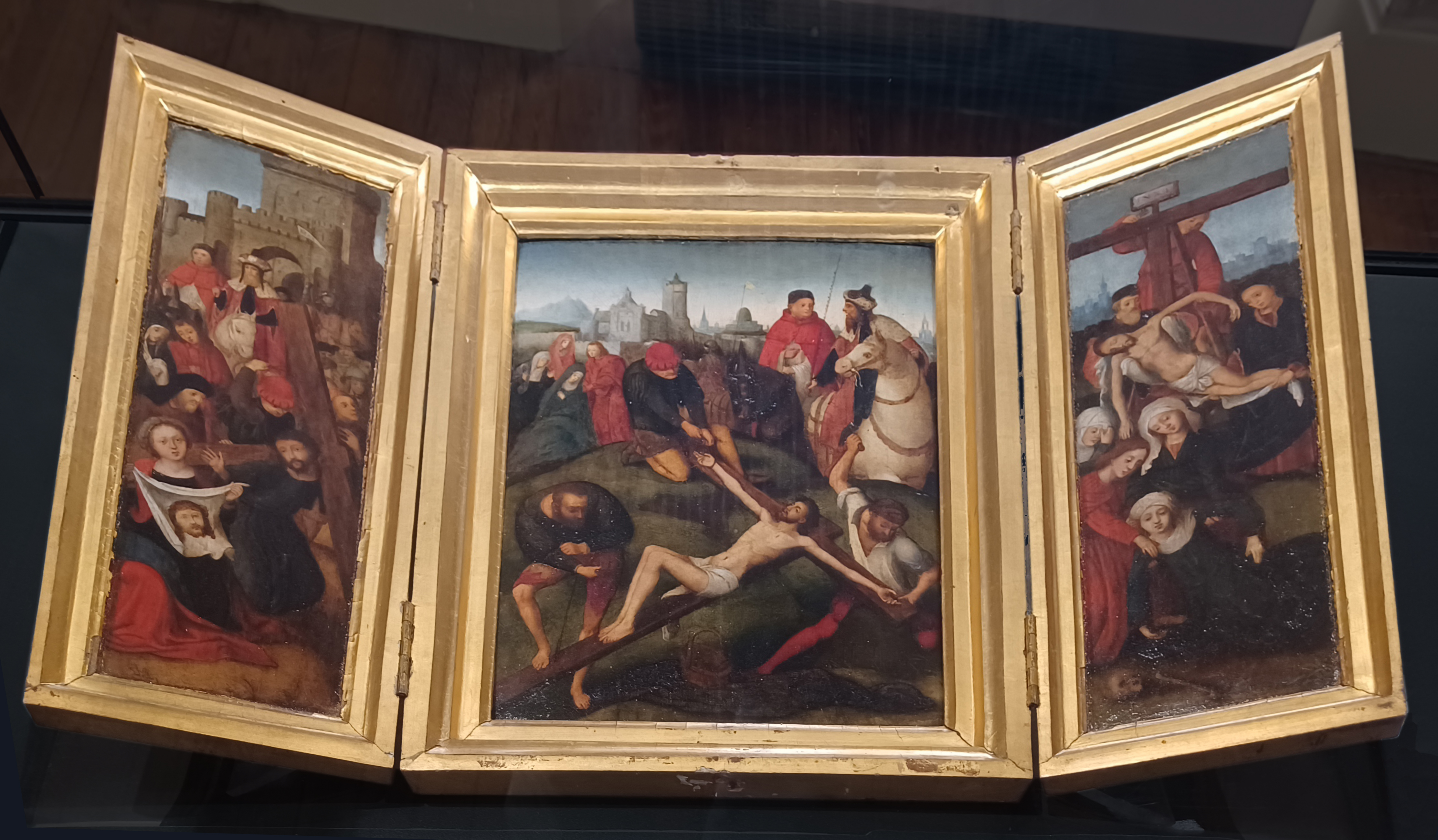
Triptychon der Kreuzigung Jesu’, 2. Hälfte 16. Jahrhundert, Musée des Beaux Arts, Agen

Marcellus Coffermans (auch Marcellis Koffermans, Marcellis Koffermaker, Marcellis Coffermans, Marcellus Koffermans, Marcel Helmon und Marcellus Koffermaker; * 1524 oder 1525 in Helmond; † 17. November 1581 in Antwerpen) war ein flämischer Maler. Seine Werke werden den Antwerpener Manieristen zugeordnet und sind bis auf die Iberische Halbinsel verbreitet. Sein archaischer Stil scheint von Albrecht Dürer und Martin Schongauer inspiriert.

## Leben und Werk
Weder über Coffermans’ Geburt, seine Eltern, noch über seine Ausbildung liegen verlässliche Erkenntnisse vor. Nachdem er aber im August 1570 sein Alter mit 45 Jahren angegeben hatte, kann davon ausgegangen werden, dass er 1524/25 geboren wurde.  Ab 1549 – also im Alter von Mitte 20 – ist er als Meister der Lukasgilde in Antwerpen genannt. 
In der Werkstatt Coffermanns wurde 1554 der Maler Lucas Edelinck ausgebildet. 1575 wurde seine Tochter Isabella (auch Ysabella; † vor 1587), die ebenfalls als Malerin arbeitete, in diese Gilde aufgenommen. Diese Tochter entstammte der ersten Ehe mit Lysbeth Beermans. Weitere Kinder waren Clara, die als Nonne in ein Kloster in der Nähe von Lissabon eintrat, Godefridus, der Franziskanermönch wurde, und Maria, die den Maler Dominicus de Duitsche heiratete. Nach dem Tod seiner ersten Frau heiratete Marcellus Kathelijne Uyten († 1583), mit der zusammen er im Dezember 1580 ein Testament über sein eher dürftiges Vermögen zugunsten seiner Kinder aus erster Ehe ausstellte.
Sein Œuvre ist meist kleinformatig und überwiegend religiösen Themen gewidmet. Viele Werke gingen in den Export und sind nur von mittlerer Qualität. Durch die engen Handelsbeziehungen innerhalb des Königreichs gelangten etliche seiner Werke ins Mutterland Spanien. Coffermans’ Arbeiten entsprachen vor allem in Spanien dem aktuellen Zeitgeschmack. In den Spanischen Niederlanden findet sich nirgends sonst bis auf die Kanarischen Inseln eine so große Anhäufung seiner Werke. Das spanische Publikum, sowohl bei Hof als auch im Bürgertum, liebte die nordalpine Malerei. Seine Werkstatt arbeitete nahezu industriell. Zahlreiche Museen können Bestände von ihm vorweisen, so das Museo de Bellas Artes de Sevilla, das Monasterio de las Descalzas Reales und das Museo Lázaro Galdiano in Madrid, das Kloster von Yuste, das Real Sitio de San Lorenzo de El Escorial, das Museo del Prado, der Palacio del Virrey Laserna in Jerez de la Frontera bei Cádiz, das Museo de Arte Religioso o Arte Sacro von Villadiego bei Burgos und die Einsiedelei von Las Nieves in Taganana auf Teneriffa oder auch das Berliner Bode-Museum.

## Weitere zugeschriebene Werke
- Madonnentriptychon mit den Heiligen Joseph, Michael und Bartholomäus, um 1550[4]
- Anbetung der Hirten, um 1550 (New York, Metropolitan Museum of Art, Inv. Nr. 17.190.3)[5]
- Kreuzabnahme, um 1560 (Privatbesitz)[3]
- Passionstriptychon (Hamburger Kunsthalle, Inv. Nr. HK-745)